# Bohdanivka, Cernihivka
Bohdanivka (în ucraineană Богданівка, în germană Gnadenfeld) este localitatea de reședință a comunei Bohdanivka din raionul Cernihivka, regiunea Zaporijjea, Ucraina. Satul a fost locuit de germanii pontici.   

## Demografie
Componența lingvistică a localității Bohdanivka
     Ucraineană (85,99%)
     Rusă (11,65%)
     Armeană (1,33%)
     Alte limbi (1,03%)
Conform recensământului din 2001, majoritatea populației localității Bohdanivka era vorbitoare de ucraineană (85,99%), existând în minoritate și vorbitori de rusă (11,65%) și armeană (1,33%).